# Pernelle Flamel

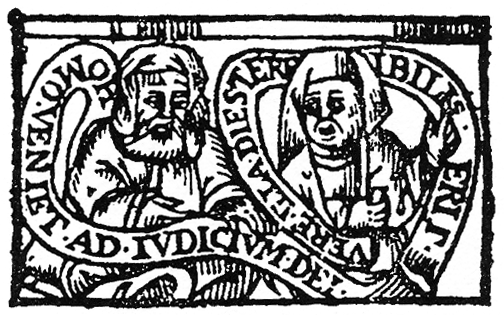
Darstellung von Nicolas Flamel und seiner Frau Perenelle, Holzschnitt 16.–17. Jahrhundert

Pernelle Delamere Flamel (auch Perenelle, * 1320 oder 1340; † 11. September 1397, nach anderen Angaben 1402 oder 1412) gilt als großzügige Wohltäterin, die ihren Reichtum in Kirchen und Herbergen investierte. Sie war die Frau von Nicolas Flamel, einem wohlhabenden Pariser Schreiber, den sie 1355 heiratete, nachdem sie zuvor zweimal verwitwet war. 
Legenden zufolge, die zum ersten Mal im sechzehnten Jahrhundert erschienen, soll sie sich genauso wie ihr Mann Nicolas einen Ruf als erfolgreiche Alchemistin erworben haben. Bei ihrem Tod 1397 soll sie ihrem Mann ein Vermögen von 5300 Livres hinterlassen haben.

## Wirkung

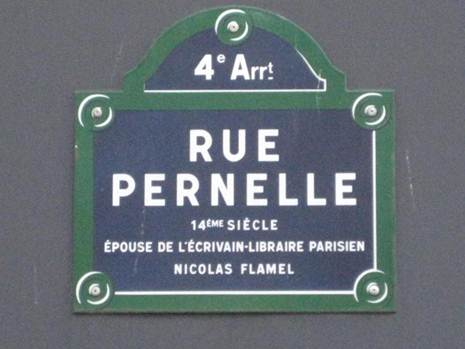
Straßenschild der Rue Pernelle

Nach ihr ist seit dem Jahr 1851 eine Straße im 4. Arrondissement von Paris benannt, die Rue Pernelle. In unmittelbarer Nähe befindet sich auch eine nach ihrem Ehegatten Nicolas benannte Straße.
Als Romanfigur fand Pernelle Flamel Eingang in Joanne K. Rowlings Harry Potter und der Stein der Weisen sowie in die Nicholas-Flamel-Reihe von Michael Scott.